# Country Willie - His Own Songs
Country Willie - His Own Songs  es el tercer álbum de estudio del músico estadounidense Willie Nelson publicado por la compañía discográfica RCA Records en 1965. Aunque fue su tercer trabajo discográfico, fue el primero con la compañía RCA Victor. 

## Lista de canciones
Todas las canciones compuestas por Willie Nelson excepto donde se anota.
1. "One Day at a Time" - 2:32
2. "My Own Peculiar Way" - 2:55
3. "Night Life" - (Nelson, Paul Buskirk, Walt Breeland) - 2:25
4. "Funny How Time Slips Away" - 2:39
5. "Healing Hands of Time" - 2:20
6. "Darkness on the Face of the Earth" - 2:26
7. "Hello Walls" - 2:11
8. "Are You Sure" - (Nelson, Buddy Emmons) - 2:10
9. "Mr. Record Man" - 2:13
10. "It Should Be Easier Now" - 2:43
11. "So Much to Do" - 2:10
12. "Within Your Crowd" - 2:04

## Personal
- Willie Nelson - voz y guitarra acústica.